# Eureka, Nevada

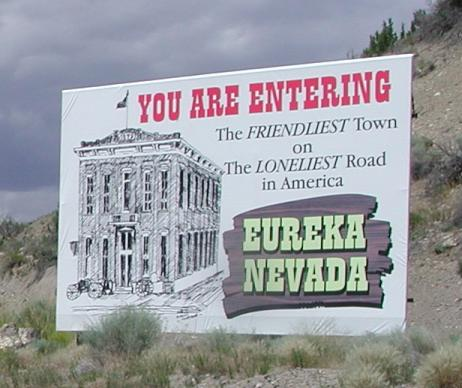
Biểu hiệu ở cửa vào thành phố.

Eureka là một thành phố ở Hạt Eureka, Nevada, Hoa Kỳ. Theo cuộc điều tra dân số năm 1990, thành phố có tổng dân số 650 người. Eureka là thành phố duy nhất ở Hạt Eureka và cũng là hạt lỵ. Thành phố có Nhà hát opera Eureka (xây năm 1880 và phục chế năm 1993), Khách sạn Jackson House (xây năm 1877), Bảo tàng Eureka Sentinel, Chợ Raine và Bảo tàng cuộc sống hoang dã (xây năm 1887).

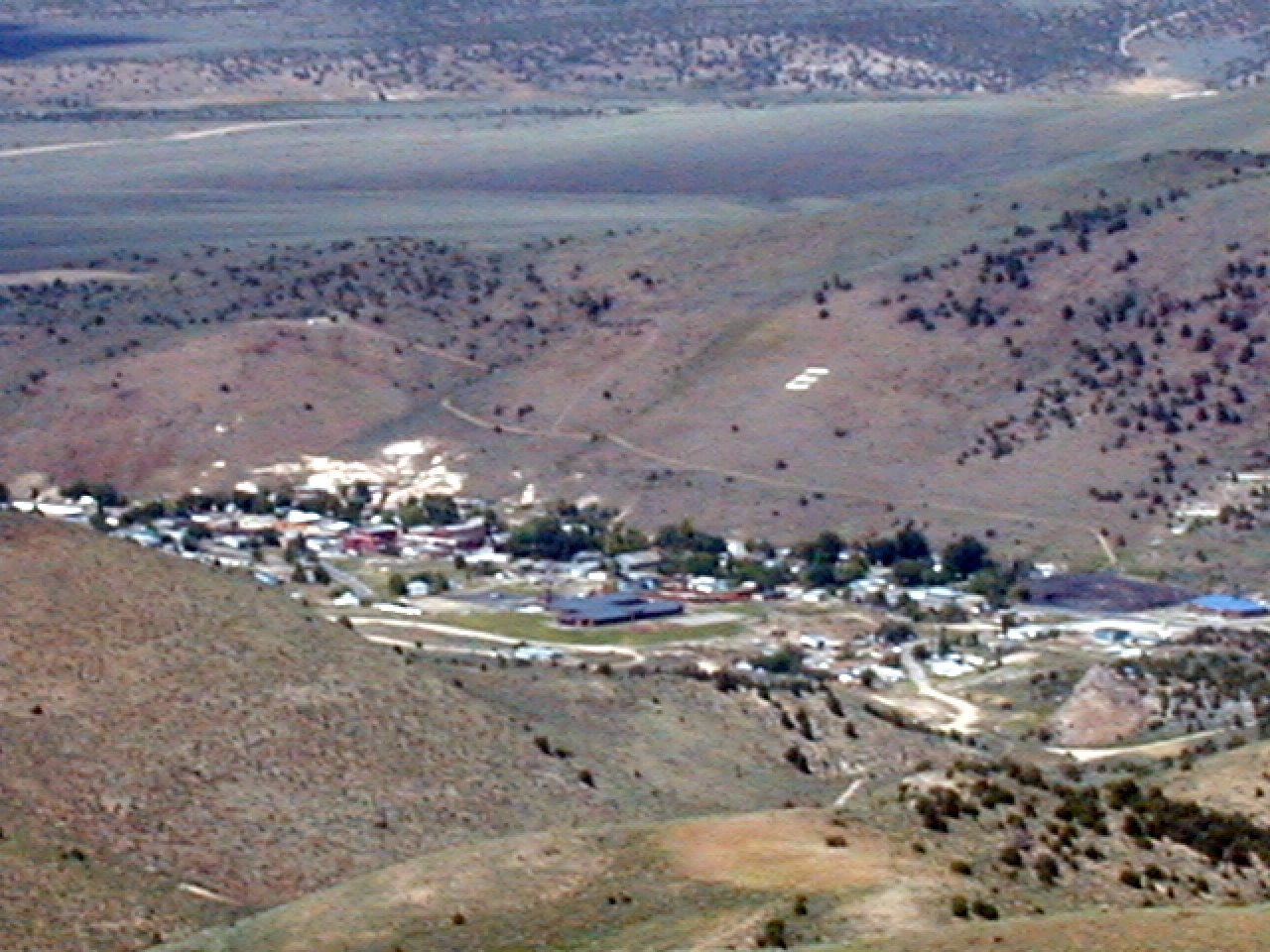
Một cảnh Eureka!
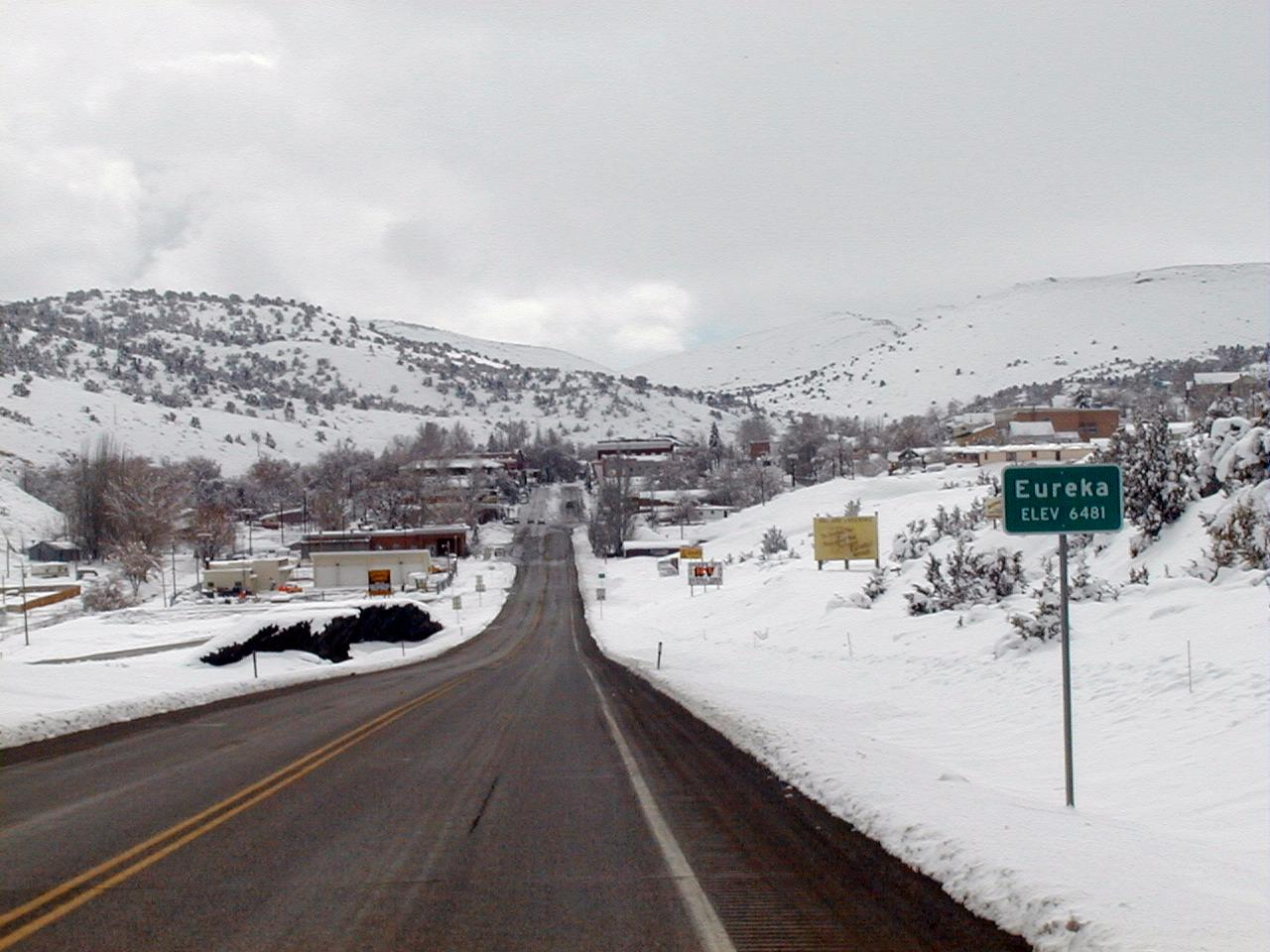
Đi vào Eureka vào mùa Đông.

## Địa lý
Eureka có tọa độ 39°28′12″B 115°58′48″T / 39,47°B 115,98°T1, ở phía nam của Hạt Eureka, tại độ cao 6.481 foott (1.900 mét) ở Dãy núi Diamond, một rặng núi kéo dài ở phía nam Thung lũng Diamond, giữa các thung lũng Antelope và Newark.
Thành phố nằm dọc theo Quốc lộ 50 Mỹ, có nickname là "Con đường cô đơn nhất Mỹ": do các thành phố gần nhất dọc theo quốc lộ là Austin (71 dặm (114 km) về phía tây) và Ely (77 dặm về phía đông). Thành phố gần nhất là Duckwater, Nevada, 59 dặm (94 km) về phía nam.
Khí hậu ở đây có đặc trưng của Great Basin: nóng và khô vào mùa Hè với các đợt dông tố gió mùa từ cuối tháng 7 đến tháng 8; lạnh và khô và thỉnh thoảng có tuyết vào mùa Đông.

## Lịch sử

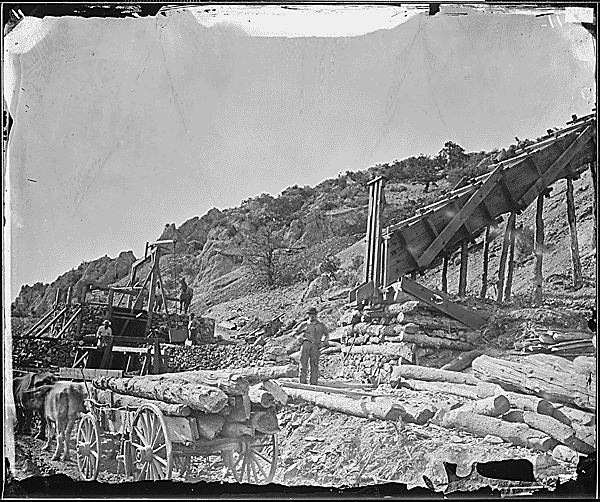
Những người thợ mỏ ở Eureka làm việc bên một mỏ quặng năm 1871.

Thị trấn có một nhóm dân tìm bạc định cư lần đầu vào năm 1864, đây là những người đến từ Austin gần đó, họ đã phát hiện các quặng có chứa bạc và chì gần Đỉnh Prospect. Thị trấn trở thành hạt lỵ năm 1873, khi Hạt Eureka được tách ra khỏi Lander, Elko, và White Pine.
Khai khoáng, đặc biệt là chì, đã là nguồn thu thu nhập chính của thị trấn. Dân số của thị trấn đã tăng vọt lên mức 10.000 năm 1878, nhưng đã sút giảm do sự suy giảm ngành khai khoáng ở đây và các điều kiện thị trường thay đổi dẫn đến việc đóng cửa các mỏ.

## Liên kết ngoài

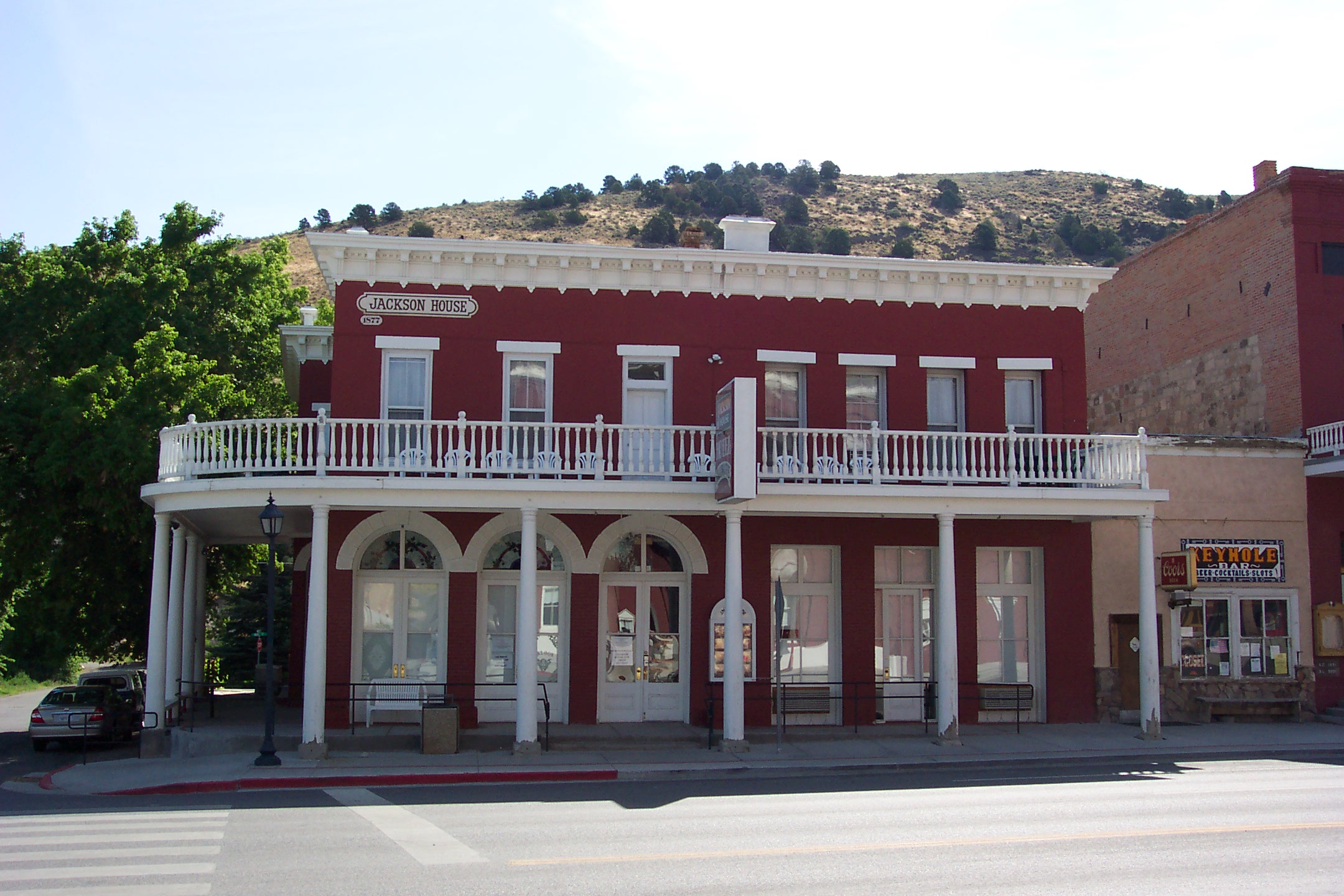
The historic Jackson House Hotel, Eureka, NV, built 1877